# Trimeresurus andalasensis
Trimeresurus andalasensis là một loài rắn trong họ Rắn lục. Loài này được David Vogel, Vijayakumar & Vidal mô tả khoa học đầu tiên năm 2006.